# Friedrich Fleischer
Friedrich Gottlob Fleischer (Köthen, 14 de gener de 1722 - Braunschweig, 4 d'abril de 1806) fou un compositor alemany del classicisme. Fou organista de l'església de Sant Martí i va pertànyer a la música de la cort de Braunschweig. Cultiva de forma preferent el lied, gènere de poc interès en la seva època, però al que Fleischer va saber donar una major novetat, sent el primer a emprar l'acompanyament realitzant en lloc del baix xifrat, com fins llavors s'acostumava. Compongué Oden und Lieder mit Melodien (1756-57); Kantaten zum Schez und Vergnügen (1763); Sammlung Grösserer und Kleinerer Singstücke (1788); Das Orakel, comèdia musical, així com nombroses composicions per a piano.